# Watashi ni Tenshi ga Maiorita!
Watashi ni Tenshi ga Maiorita! (私に天使が舞い降りた! lit. ¡Un ángel voló hacia mi! ?), también conocida como Wataten (わたてん?), es una serie de manga yonkoma japonés de comedia y yuri escrita e ilustrada por Nanatsu Mukunoki. Comenzó su serialización en la revista Comic Yuri Hime de Ichijinsha el 18 de noviembre de 2016, y hasta el momento ha sido compilada en ocho volúmenes tankōbon.
Una adaptación a serie de anime producida por Doga Kobo se emitió en Japón entre el 8 de enero y el 26 de marzo de 2019. Un episodio OVA se estrenó con el tercer volumen Blu-ray de la serie el 24 de mayo de 2019.
Una película de anime teatral titulada  Wataten!: An Angel Flew Down to Me: La Película  se estrenó en octubre de 2022.

## Sinopsis
Miyako Hoshino, una tímida estudiante universitaria, protagoniza la historia. Cuando su hermana menor, Hinata, trae a casa a su compañera de clase, Hana Shirosaki, Miyako queda encantada con su ternura, ofreciéndole bocadillos a cambio de que Hana se vista en los diversos atuendos de cosplay que Miyako confecciona.

## Personajes
Miyako Hoshino (星野 みやこ Hoshino Miyako?)
 Seiyū: Reina Ueda
Una estudiante que es tímida con los extraños y pasa la mayor parte de su tiempo en el interior. Ella se siente atraída por Hana y comienza a preparar bocadillos a cambio de hacerla vestirse con sus atuendos de "Cosplay".
Hinata Hoshino (星野 ひなた Hoshino Hinata?)
 Seiyū: Rika Nagae
La hermana menor de Miyako y compañera de clase de Hana. Le gusta mucho su hermana, a la que llama "Mya-nee".
Hana Shirosaki (白咲 花 Shirosaki Hana?)
 Seiyū: Maria Sashide
Una estudiante de primaria que está en la clase de Hinata. A menudo le molesta el comportamiento de Miyako, pero sobrevive en lugar comiendo el pastel que hizo Miyako.
Noa Himesaka (姫坂 乃愛 Himesaka Noa?)
 Seiyū: Akari Kitō
Compañera de clase de Hana y Hinata que vive al lado de la casa de Miyako y Hinata. Constantemente piensa en sí misma como linda, y a menudo se siente triste cuando se dice que otras personas (generalmente Hana) son más lindas. También le gusta Hinata.
Koyori Tanemura (種村 小依 Tanemura Koyori?)
 Seiyū: Hitomi Ōwada
Líder de clase en la clase de Hana. Ella aspira a ser alguien en quien todos puedan confiar, pero a menudo no puede confiar por sí misma.
Kanon Konomori (小之森 夏音 Konomori Kanon?)
 Seiyū: Naomi Ōzora
Otro representante de clase en la clase de Hana y el mejor amiga de Koyori. Es amable y a menudo se lo ve como una persona muy confiable.
Kōko Matsumoto (松本 香子 Matsumoto Kōko?)
 Seiyū: Lynn (actriz de voz)
Una chica que estaba en el mismo club que Miyako en la escuela secundaria. Cuando Miyako apenas lo recuerda, se obsesiona con ella y actúa como una acosadora.
Chizuru Hoshino (星野 千鶴 Hoshino Chizuru?)
 Seiyū: Ami Koshimizu
La madre de Miyako y Hinata, que a menudo regaña a Miyako por su comportamiento reservado.
Haruka Shirosaki (白咲 春香 Shirosaki Haruka?)
 Seiyū: Ayumi Fujimura
La madre de Hana.
Emily Himesaka (姫坂 エミリー Himesaka Emirī?)
 Seiyū: Aki Toyosaki
La madre de Noa.
Yuu Matsumoto (松本 友奈 Matsumoto Yuuna?)
 Seiyū: Hina Kino
La hermana de Koko.

## Media

### Manga
Nanatsu Mukunoki lanzó el manga yonkoma en la revista Comic Yuri Hime de Ichijinsha el 18 de noviembre de 2016. Se lanzaron ocho volúmenes tankōbon hasta septiembre de 2020.
| Volúmenes de manga publicados | Volúmenes de manga publicados | Volúmenes de manga publicados                            |
| Número                        | Fecha de publicación          | ISBN                                                     |
| ----------------------------- | ----------------------------- | -------------------------------------------------------- |
| 1                             | 18 de mayo de 2017            | ISBN 9784758076722                                       |
| 2                             | 16 de noviembre de 2017       | ISBN 9784758077552                                       |
| 3                             | 15 de junio de 2018           | ISBN 9784758078191                                       |
| 4                             | 15 de noviembre de 2018       | ISBN 9784758078757                                       |
| 5                             | 11 de enero de 2019           | ISBN 9784758078962 ISBN 9784758078979 (Edición Especial) |
| 6                             | 18 de junio de 2019           | ISBN 9784758079525                                       |
| 7                             | 31 de enero de 2020           | ISBN 9784758020787 ISBN 9784758020794 (Edición Especial) |
| 8                             | 18 de septiembre de 2020      | ISBN 9784758021562 ISBN 9784758021579 (Edición Especial) |
| 9                             | 18 de febrero de 2021         | ISBN 9784758022156 ISBN 9784758022163 (Edición Especial) |
| 10                            | 18 de octubre de 2021         | ISBN 9784758023061 ISBN 9784758023078 (Edición Especial) |
| 11                            | 22 de junio de 2022           | ISBN 9784758024242 ISBN 9784758024259 (Edición Especial) |
| 12                            | 14 de octubre de 2022         | ISBN 9784758024600 ISBN 9784758024617 (Edición Especial) |
| 13                            | 18 de julio de 2023           | ISBN 9784758025799 ISBN 9784758025805 (Edición Especial) |

### Anime
Se anunció una adaptación a serie de anime en el tercer volumen del manga el 15 de junio de 2018. La serie es dirigida por Daisuke Hiramaki y escrita por Yuka Yamada, con animación del estudio Doga Kobo y diseños de personajes de Hiromi Nakagawa. Takuro Iga compone la música de la serie. La serie se emitió en Tokyo MX y otros canales entre el 8 de enero y el 26 de marzo de 2019 y fue transmitida simultáneamente por Crunchyroll. Los temas de apertura y cierre respectivamente son "Kimama na Tenshi-tachi" (気ままな天使たち Carefree Angels?)  y "Happy Happy Friends" (ハッピー・ハッピー・フレンズ Happī Happī Furenzu?), ambos interpretadas por WataTen5 (María Sashide, Rika Nagae, Akari Kitō, Hitomi Ōwada y Naomi Ōzora). La serie se emitió durante 12 episodios. Una OVA se incluyó con el tercer volumen de Blu-ray de la serie el 24 de mayo de 2019, y se transmitió en Crunchyroll.
El nuevo proyecto de anime fue anunciado el 23 de noviembre de 2020.